# 湄拉
湄拉（英語：/ˈmɪrə/，或譯作湄拉）是一名DC漫畫旗下的虛構漫畫超級英雄，該角由傑克·米勒和尼克·卡迪所創作，首次登場於《水行俠》#11（1963年9月）。湄拉為亞特蘭提斯女王之子-水行俠的愛人。在《Comics Buyer's Guide》的「最性感的100位女性」排行榜中排名第81位。

## 人物
梅拉是神秘的Dimension Aqua（澤貝爾）的公主，後成為了亞特蘭提斯女王之子水行俠的妻子。梅拉還有雙胞胎姊妹希拉（Hila）。

## 其他媒體

### 電視
- 《超人前傳》：梅拉由艾琳娜·莎婷飾演。

### 電影

#### DC擴展宇宙
- 在DC擴展宇宙中，梅拉由安柏·赫德飾演[3]。
  - 《正義聯盟》
    - 《查克·史奈德之正義聯盟》

  - 《水行俠》
  - 《水行俠2》

#### 動畫電影
- 《正義聯盟：閃點悖論》
- 《正義聯盟：亞特蘭提斯的王位》
- 《樂高超級英雄：水行俠 亞特蘭提斯風暴（英语：Lego DC Comics Super Heroes: Aquaman: Rage of Atlantis）》

## 外部連結
- DCU Guide: Mera